# Arena Football League 1996
Die Arena-Football-League-Saison 1996 war die zehnte Saison der Arena Football League (AFL). Ligameister wurden die Tampa Bay Storm, die die Iowa Barnstormers im ArenaBowl X bezwangen.

## Teilnehmende Mannschaften
| Anzahl Mannschaften | 15                                                                       |
| ------------------- | ------------------------------------------------------------------------ |
| Neu in der Liga     | Florida Bobcats, Texas Terror, Anaheim Piranhas, Minnesota Fighting Pike |
| Ausgeschieden       | Miami Hooters, Las Vegas Sting                                           |

## Regular Season
| Team                    | Overall | Overall | Overall |
| Team                    | S       | N       | SQ      |
| ----------------------- | ------- | ------- | ------- |
| National Conference     |         |         |         |
| Eastern Division        |         |         |         |
| Albany Firebirds        | 10      | 4       | 0.714   |
| Charlotte Rage          | 5       | 9       | 0.357   |
| Connecticut Coyotes     | 2       | 12      | 0.143   |
| Southern Division       |         |         |         |
| Tampa Bay Storm         | 12      | 2       | 0.857   |
| Orlando Predators       | 9       | 5       | 0.643   |
| Florida Bobcats         | 6       | 8       | 0.429   |
| Texas Terror            | 1       | 13      | 0.071   |
| American Conference     |         |         |         |
| Central Division        |         |         |         |
| Iowa Barnstormers       | 12      | 2       | 0.857   |
| Milwaukee Mustangs      | 10      | 4       | 0.714   |
| St. Louis Stampede      | 8       | 6       | 0.571   |
| Memphis Pharaohs        | 0       | 14      | 0.000   |
| Western Division        |         |         |         |
| Arizona Rattlers        | 11      | 3       | 0.786   |
| Anaheim Piranhas        | 9       | 5       | 0.643   |
| San Jose SaberCats      | 6       | 8       | 0.429   |
| Minnesota Fighting Pike | 4       | 10      | 0.286   |

Legende:
| Siege              | Niederlagen           | Unentschieden      | SQ gewonnene Spiele (relativ) |
| P+ gemachte Punkte | P- gegnerische Punkte | x = Division Titel | y = Playoffs erreicht         |

## Playoffs
| Viertelfinale | Viertelfinale | Viertelfinale |    |           | Halbfinale | Halbfinale | Halbfinale |  |  | ArenaBowl X | ArenaBowl X | ArenaBowl X |
|               |               |               |    |           |            |            |            |  |  |             |             |             |
| 1             | Iowa          | 52            |    |           |            |            |            |  |  |             |             |             |
| 8             | St.Louis      | 49            |    |           |            |            |            |  |  |             |             |             |
| 8             | St.Louis      | 49            | 1  | Iowa      | 62         |            |            |  |  |             |             |             |
|               |               |               | 1  | Iowa      | 62         |            |            |  |  |             |             |             |
|               | 4             | Albany        | 55 |           |            |            |            |  |  |             |             |             |
| 4             | 4             | Albany        | 55 | Albany    | 70         |            |            |  |  |             |             |             |
| 4             |               |               |    | Albany    | 70         |            |            |  |  |             |             |             |
| 5             | Milwaukee     | 58            |    |           |            |            |            |  |  |             |             |             |
| 5             | Milwaukee     | 58            | 1  | Iowa      | 38         |            |            |  |  |             |             |             |
|               |               |               |    | Iowa      | 38         |            |            |  |  |             |             |             |
|               | 2             | Tampa Bay     | 42 |           |            |            |            |  |  |             |             |             |
| 2             | 2             | Tampa Bay     | 42 | Tampa Bay | 30         |            |            |  |  |             |             |             |
| 2             |               |               |    | Tampa Bay | 30         |            |            |  |  |             |             |             |
| 7             | Anaheim       | 16            |    |           |            |            |            |  |  |             |             |             |
| 7             | Anaheim       | 16            | 2  | Tampa Bay | 55         |            |            |  |  |             |             |             |
|               |               |               | 2  | Tampa Bay | 55         |            |            |  |  |             |             |             |
|               | 3             | Arizona       | 54 |           |            |            |            |  |  |             |             |             |
| 3             | 3             | Arizona       | 54 | Arizona   | 65         |            |            |  |  |             |             |             |
| 3             |               |               |    | Arizona   | 65         |            |            |  |  |             |             |             |
| 6             | Orlando       | 48            |    |           |            |            |            |  |  |             |             |             |

### ArenaBowl X
Der ArenaBowl X wurde am 26. August 1996 im Veterans Memorial Auditorium in Des Moines, Iowa ausgetragen. Das Spiel verfolgten 11.411 Zuschauer.
ArenaBowl MVP wurde Stevie Thomas (Tampa Bay Storm)

## Regular Season Awards
| Award                | Gewinner     | Position                     | Team              |
| -------------------- | ------------ | ---------------------------- | ----------------- |
| Most Valuable Player | n/a          | n/a                          | n/a               |
| Ironman of the Year  | Barry Wagner | Wide Receiver/Defensive Back | Orlando Predators |
| Coach of the Year    | n/a          | n/a                          | n/a               |

## Zuschauertabelle
| Team                    | Zuschauerschnitt |
| ----------------------- | ---------------- |
| Albany Firebirds        | 11.865           |
| Anaheim Piranhas        | 13.225           |
| Arizona Rattlers        | 15.391           |
| Charlotte Rage          | 6.851            |
| Connecticut Coyotes     | 7.847            |
| Florida Bobcats         | 4.069            |
| Iowa Barnstormers       | 11.266           |
| Memphis Pharaos         | 5.245            |
| Milwaukee Mustangs      | 15.567           |
| Minnesota Fighting Pike | 8.894            |
| Orlando Predators       | 15.567           |
| San Jose SaberCats      | 15.182           |
| St.Louis Stampede       | 7.032            |
| Tampa Bay Storm         | 14.901           |
| Texas Terror            | 9.005            |
| Ligadurchschnitt        | 10.787           |